# Jacobus Stellingwerff

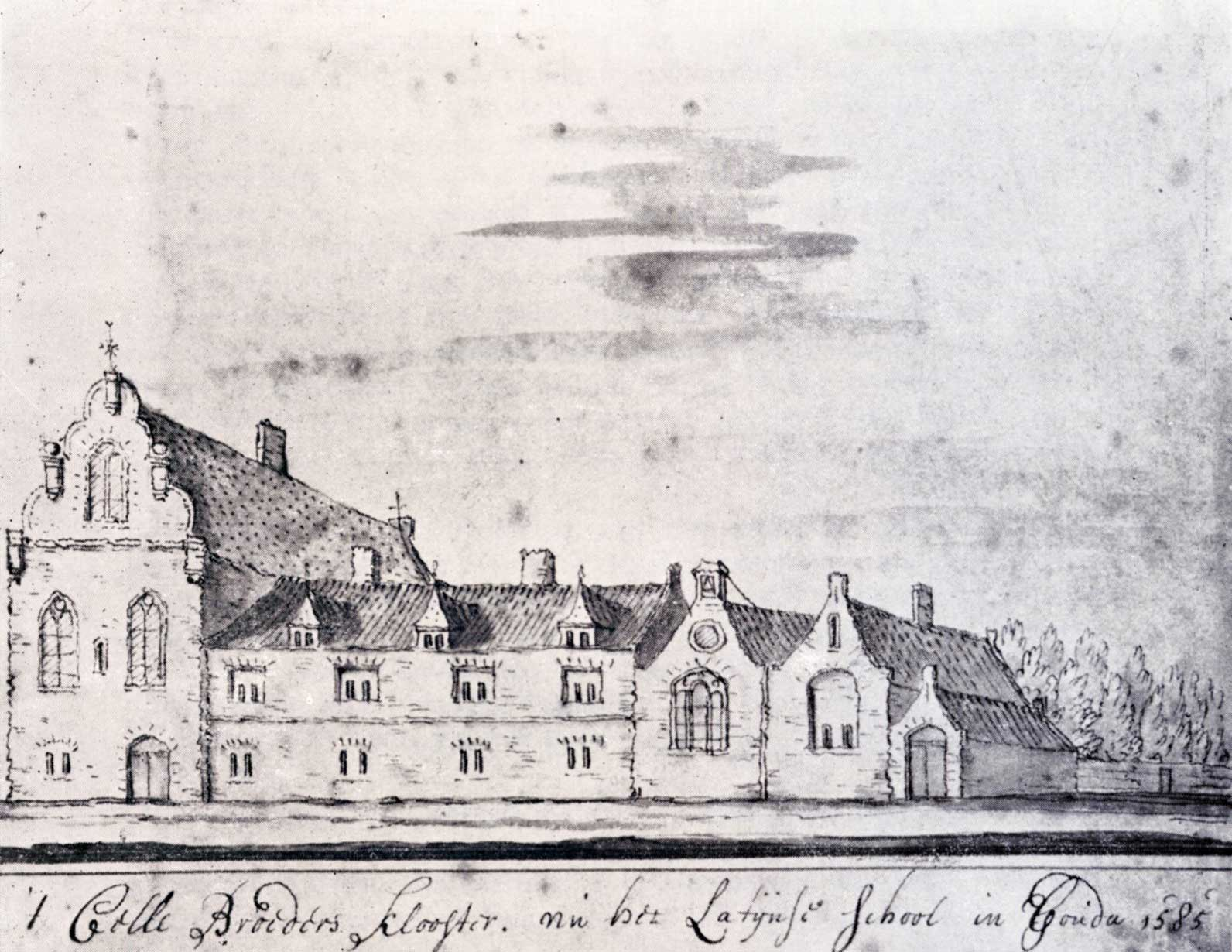
Een door Stellingwerff gemaakte kopie, naar een 16e-eeuws originele tekening van de Latijnse School te Gouda, voorheen het Cellebroedersklooster

Jacobus Stellingwerf(f) of Jacob Jansz(oon) (Amsterdam, 2 februari 1667 - begraven aldaar, 29 december 1727) was een Noord-Nederlandse tekenaar van landschappen en topografische objecten.

## Leven en werk

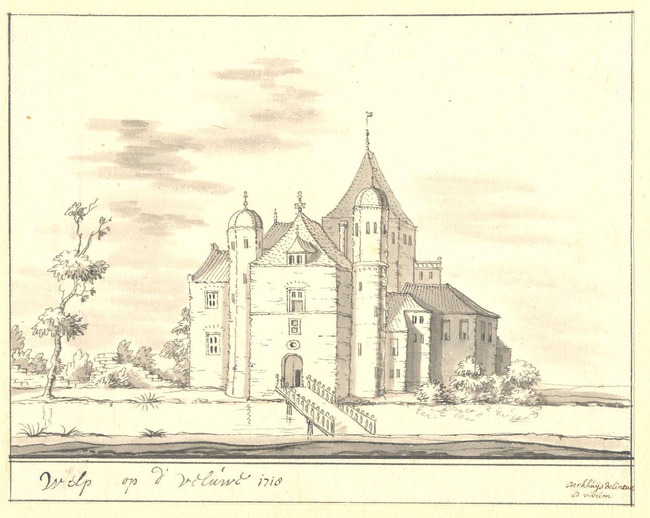
Een tekening van Slot Wilp uit ca 1718

Stellingwerff was een zoon van de knopenmaker Roelof Stellingwerff en van Catharina of Cathalijntje van Hoorn. Stellingwerff was niet opgeleid als tekenaar. Hij was goudsmid evenals zijn grootvader van moederskant. Pas op latere leeftijd (vanaf ongeveer 1722) werd hij een kopiist, die tekeningen maakte in opdracht. Zijn opdrachtgevers waren de oudheidkundigen Matheus Brouërius van Nidek en Andries Schoemaker. Stellingwerff kreeg aangeleverde schetsen en maakte daar zijn tekeningen naar. Naar schatting maakte hij meer dan 2.500 tekeningen voor Brouërius van Nidek en meer dan 800 voor Schoemaker. De kritiek dat de tekeningen van Stellingwerff niet altijd historisch juist waren klopt. Dat  heeft  te maken met het feit, dat de door derden aangeleverde schetsen, die hij gebruikte voor zijn tekeningen, niet altijd betrouwbaar bleken te zijn.
Stellingwerff trouwde in 1703 met Margarieta van Nierop en hertrouwde in 1723 met Antonina Houbraken, dochter van de schilder Arnoldus Houbraken (1660-1719). Zij tekende evenals haar man en zette na zijn dood zijn werkzaamheden voort en signeerde soms met de naam van haar overleden man.
- Biografisch Portaal: 47670156
- Digitale Bibliotheek voor de Nederlandse Letteren: stel030
- RKD-Nederlands Instituut voor Kunstgeschiedenis: 75026
- Union List of Artist Names: 500008101
- Virtual International Authority File: 95730455
- WorldCat: E39PBJcr9wbqCJBvxjFQhV97HC